# Friedrich Ferdinand Leopold von Seydewitz
Friedrich Ferdinand Leopold von Seydewitz (* 14. Februar 1787 in Niemegk bei Bitterfeld; † 7. Juli 1872 in Roitzsch bei Sandersdorf) war ein preußischer Verwaltungsbeamter.
Er war 1816 Regierungsrat in Magdeburg,  1818 Geheimer Oberregierungsrat und Vortragender Rat im Kultusministerium. Von 1826 bis 1834 war er Vizepräsident der Provinz Sachsen und anschließend bis 1848 Regierungspräsident des Regierungsbezirkes Stralsund. Friedrich Ferdinand Leopold von Seydewitz war Mitglied im Bund der Freimaurer. Seine  Loge war der Großen National-Mutterloge „Zu den drei Weltkugeln“ zugeordnet.
Seydewitz war zweimal liiert, zuerst mit Wilhelmine Karoline von Klewitz, dann mit Luise Helene Eleonore Unger. Aus dieser zweiten Ehe stammen drei Kinder, u. a. der Sohn Dr. jur. hon. c. Friedrich von Seydewitz, Erbe Gut Roitzsch, Rechtsritter des Johanniterordens und Landesgerichtspräsident. Seydewitzs Tochter Cäcilie heiratete den Hauptritterschaftsdirektor und Gutsbesitzer Albert von Tettenborn-Reichenberg, Wohnsitz teils in Berlin. Der jüngere Sohn Oskar von Seydewitz wurde Regierungspräsident und war zeitweise Landrat.